# Syndetica interserta
Syndetica interserta är en insektsart som beskrevs av Ernst Evald Bergroth 1920. Syndetica interserta ingår i släktet Syndetica och familjen Ricaniidae. Inga underarter finns listade i Catalogue of Life.